# Стомах
Стомахът (на латински: gaster s. ventriculus) е кух коремен орган с формата на круша, който представлява разширена част на храносмилателната тръба, където храната частично се смила и временно престоява от два до пет часа.

## Анатомия на стомаха
Стомахът се разполага хоризонтално в най-горната част на коремната кухина под левия купол на диафрагмата и се дели на две основни области: сърдечна (кардиална) и пилорна. Съответно има 2 отвора – горен (кардия) към хранопровода и долен (пилор) към дванадесетопръстника.
Стомахът е приплеснат в предно-задна посока, вследствие на което има две стени: предна и задна (на латински: paries anterior et posterior). Двете стени се събират, образувайки два ръба, които се наричат кривини (голяма и малка кривина, на латински: curvatura major et minor). Вдлъбнатата външна повърхност образува неговата малка кривина, а изпъкналият и лежащ по-ниско външен контур – неговата голяма кривина.
Две дупликатури на перитонеалната мембрана – голямо було (на латински: omentum majus) и малко було (на латински: omentum minus) – прикрепват стомаха към съседните органи и към коремната стена. Голямото було започва от голямата стомашна кривина, покрива тънките черва, после извива нагоре и се прикрепва към задната коремна стена. Заради свободната си висяща повърхност и заради това, че е изпълнено с масти, булото се оприличава на мастна престилка. В голямото було се съдържат много лимфни възли, които защитават коремните органи от инфекция. Малкото було е разположено между черния дроб и малката стомашна крива.

### Части на стомаха
Стомахът се дели на четири части:
- Кардия (на латински: ostium cardiacum) – намира се в горната част на стомаха, където е хранопроводно-стомашното съединение.
- Дъно (на латински: fundus ventriculi) – наричано още фундус, е най-горната, куполообразна част на стомаха, разположена над кардията.
- Тяло (на латински: corpus gastricum) – наричано още корпус, е средният отдел на стомаха, разположен под стомашното дъно и простиращ се до пилора.
- Пилор (на латински: pylorus) – най-долният стомашен отдел, включващ:
  - пилорна кухина (pyloric antrum).
  - пилорен канал (pyloric canal), преминаващ в дванадесетопръстник посредством пръстеновиден мускул, наречен пилорен сфинктер.

### Структура
Стената на стомаха е изградена от четири основни слоя:
- Лигавица (на латински: tunica mucosa), образуваща множество гънки. По нея се намират множество хлътвания – наречени стомашни ямички, представляващи устия за стомашните жлези. Жлезите в дъното на тези ямки произдеждат дневно около два литра кисел стомашен сок и други активни вещества. Жлезите биват 3 вида – собствени, кардиачни и пилорни. Oтделянето на стомашния сок се стимулира от вида, миризмата или мисълта за храна и от постъпването и в стомаха. Стомашният сок съдържа ензима пепсин, който разгражда белтъците на по-малки молекули, наречени пептиди. Секретираната в стомашния сок солна киселина активира пепсина и осигурява оптималната pH среда за неговото действие. Тя играе също така защитна функция като убива вредните бактерии в храната. Стомашната лигавица е покрита със слуз, която я предпазва от вредното действие на собствените и секрети.
- Подлигавица (на латински: tunica submucosa), разположена върху лигавицата и състояща се от фиброзна съединителна тъкан, която разделя лигавицата от следващия слой.
- Мускулатура (на латински: tunica muscularis) – тя е гладка и се разделя на 3 подслоя:
  - Външен надлъжен (на английски: inner oblique layer).
  - Среден кръгов (на английски: middle circular layer).
  - Вътрешен кос (на английски: outer longitudinal layer).

Моториката на стомашната гладка мускулатура осигурява напълването на стомаха с храна, размесването и пропиването и със стомашен сок до образуване на химус, придвижването ѝ към пилорната част и преминаването ѝ от стомаха в дванадесетопръстника.
- Серозна обвивка (на латински: tunica serosa), която покрива стомаха и образува двойни серозни листове, чрез които стомахът се прикрепва към съседните органи и към коремната стена.

## Физиологични особености
Докато кардията и пилорът са относително неподвижни области, стомашното тяло и дъно активно се разширяват и движат при изпълване с храна, а тяхната мускулатура, съкращавайки се, раздробява храната. В празно състояние стомахът има обем около 50 мл. След хранене еластичната стомашна стена се разтяга, гънките на лигавицата се изглаждат и стомашният обем се увеличава до 4 литра.
На гладно стомахът не е с отпуснати стени. Гладката мускулатура е тонично напрегната. В хода на напълване на стомаха съобразно количеството поместена храна тонусът на стомашната мускулатура се изменя и поддържа така, че стомашните стени се отпускат, но плътно обхващат съдържимото. Ефектът от такова динамично нагаждане на тонуса по гастро-гастралния рефлекс е подреждането на храната при нейното натрупване – на слоеве по реда на постъпването ѝ. Първите порции запълват пилорната и фундусната, а последните остават в антралната и кардиналната част. С настъпване на храната относителният покой на стомашната мускулатура се заменя с равномерна двигателна активност, която подпомага стомашното храносмилане. Това се осъществява чрез безусловния гастро-гастрален рефлекс. Дразненето на механо- и химиорецепторите на стомаха от постъпилата храна предизвиква генериране на импулси, които се провеждат по аферентни неврони до продълговатия мозък, откъдето моториката на гладката мускулатура на стомаха се усилва. В това усилване участват и интримуралните нервни плексуси.
Гладките мускули на стомаха осъществяват два вида физични движения:
- Тонични, характерни за фундустната част на стомаха, която има сравнително слабо развита мускулатура.
- Ритмични, с размесващи перисталтични движения, характерна за пилорната част на стомаха, в която мускулатурата е по-развита. Перисталтиката се изразява в поредно свиване на пръстеновидните мускули на стомаха в посока към пилорната част, което обуславя прищъпвания на стомашната стена. Така храната се примесва със стомашен сок и се придвижва към пилорния край. Различават се два вида перисталтични движения на стомашната мускулатура:
  - Относително непродължителни, проявяващи се веднага след приемане на храната, когато започва секрецията на киселия стомашен сок. Отначало перисталтичната вълна придвижва част от стомашното съдържимо към пилора. При това пръстенните слоеве, добре пропити със стомашен сок, се подменят със слоеве от вътрешността, тъй като на всеки 10 – 20 секунди започва нова вълна, която протича по стомашната стена едновременно с няколко други. Така постепенно цялото стомашно съдържимо идва в контакт с лигавицата и се пропива със сок. Затова тези съкращения се наричат още размесващи.
  - Ритмично повтарящи, които започват по-късно и са от значение за преминаването на храната от стомаха в дуоденума.

И двата вида перисталтични движения се проявяват както на пълен, така и на празен стомах.
Престоят на храната в стомаха зависи преди всичко от нейния състав. Докато млечната храна преминава в червата след 1 – 2 часа, смесената остава в стомаха до 4 часа. Въглехидратната храна се усвоява по-бързо отколкото белтъчната. Мастната храна се задържа над 5 часа, поради потискащото си действие върху моториката и секрецията на стомаха. Течностите напускат стомаха почти ведната след постъпването си в него.
Механизмът на преминаването на храната от стомаха в дуоденума се свързва главно с втория вид силни перисталтични движения в пилорната част, които създават разлика в налягането от двете страни на пилорния сфинктер, и се означава като гастро-дуоденален пресорен градиент.
Постъпилата в дванадесетопръстника порция химус е с висока киселинност и съдържа разградени белтъчни продукти. В резултат от възбуждането на механо- и химиорецепторите се задържа временно перисталтиката на стомаха и пилорният сфинктер се затваря. След придвижване на съдържимото към останалите части на тънкото черво и неутрализиране на неговата кисела реакция постъпва нова порция химус.

## Заболявания на стомаха
- Гастрит
- Гастроезофагеална рефлуксна болест
- Язва
- Рак на стомаха